# Francesco d'Altobianco Alberti
Francesco de Altobianco Alberti (Florencia, 14 de junio de 1401 - 6 de junio de 1479) fue un banquero y poeta italiano.

## Biografía
Miembro de menor importancia en la familia ilustre Alberti, fue hijo de Altobianco Alberti; trabajó como banquero y una vez empobrecido, escribió poemas de amor.
En 1401 su padre fue acusado de conspirar contra Rinaldo Gianfigliazzi, por lo que corría el riesgo de perder su vida. Gracias a las influencias de su familia, sufrió un exilio de treinta años al menos a 30 millas de Florencia. Fue confinado con sus hermanos Antonio, Calcidonio y Diamond. Los otros miembros de la familia menores de 16 años fueron condenados a un exilio de diez años al menos a 100 millas de distancia de la ciudad. Parece que entre ellos estaba Francesco d'Altobianco Alberti. Una vez que el período terminó, Francesco volvió a Florencia.
Fue parte del grupo de intelectuales que gravitaban en torno a Juan de Cosme de Médici. Se le recuerda también por haber participado en el Certame coronario de 1441 y por escribir rimas burlescas, sonetos y baladas.